# Ihor Shcherbakov

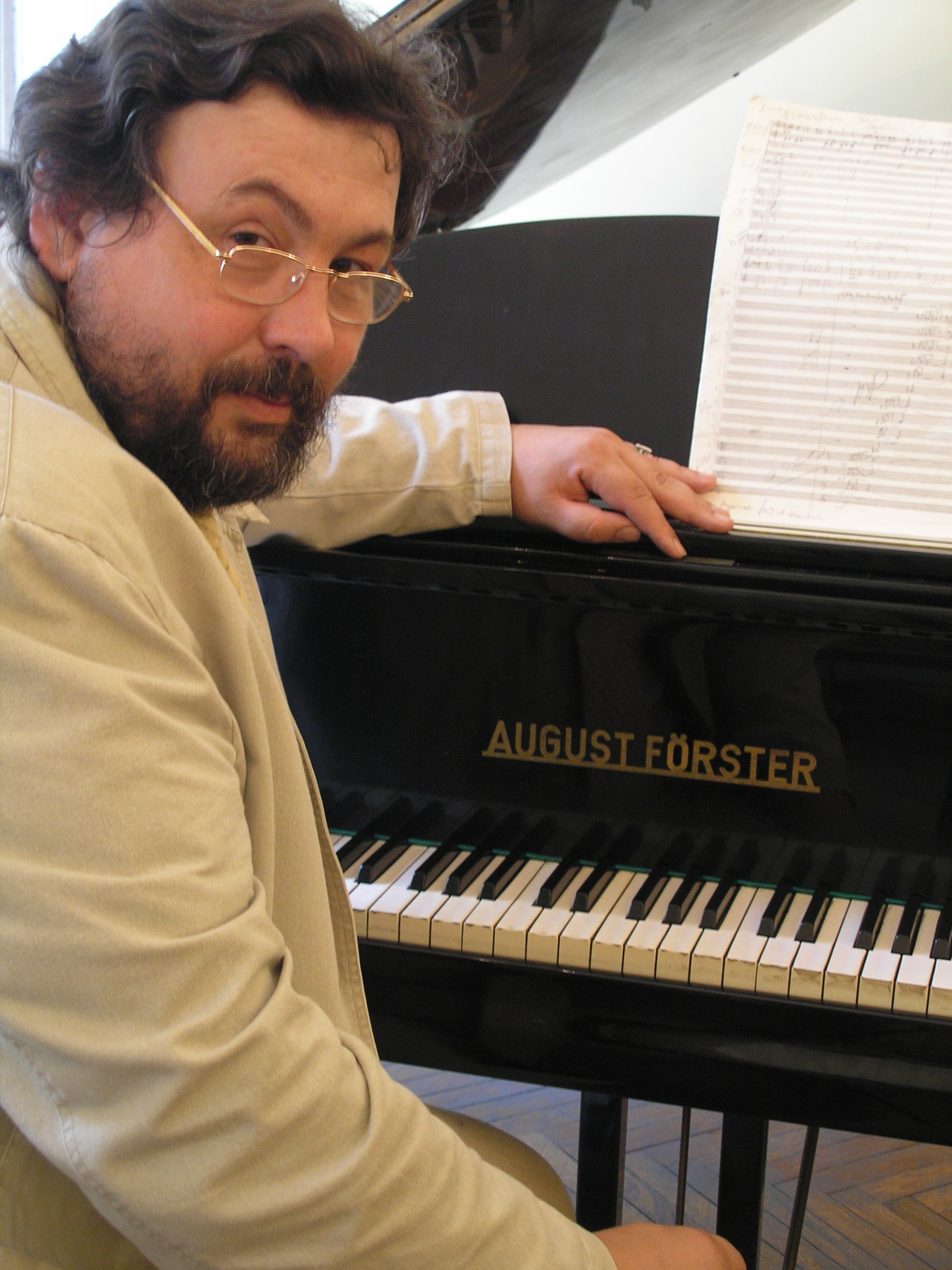
Ihor Shcherbakov, 2005

Ihor Shcherbakov (nascido em 19 de novembro de 1955 em Dnipropetrovs'k) é um compositor ucraniano. Ele ganhou o Prémio Nacional Shevchenko em 1999 por "Armadilha para uma bruxa". Desde 2010, é presidente da União Nacional dos Compositores da Ucrânia.
Ele formou-se na Academia Nacional de Música P. I. Tchaikovsky da Ucrânia. Ele lecciona na Academia Nacional de Música da Ucrânia.
A sua Canzone for Two Violins foi apresentada no Festival de Música Contemporânea Ucraniana de 2020.